# Águas Mornas
Águas Mornas es un municipio brasileño del estado de Santa Catarina, estando a una altitud de 70 metros sobre el nivel del mar. Tiene una población estimada al 2020 de 6 559 habitantes. Es conocida por sus balnearios medicinales.

## Etimología
Su nombre Águas Mornas significa "Aguas Calidas".

## Historia
Su historia tiene origen a mediados del siglo XIX, cuando se dio la primera colonización del territorio. En los años 1860 comenzó la colonización por parte de alemanes, destaca Antônio Lehmkuhl proveniente de Metelen. La localidad creció y atrajo a más migrantes. En ese entonces era conocida como Teresópolis.
Logró el estatus de distrito en 1886 y se emancipó como municipio el 19 de diciembre de 1961, la sede de este fue instala el 29 de diciembre de 1961, fecha de aniversario de Águas Mornas.

## Reservas naturales
Gran parte de su territorio es una reserva llamada Parque Estatal Tabuleiro, la reserva más grande de Santa Catarina y representa el 1% de su superficie. Otra reserva es la Reserva Privada Rio das Lontras, cuyo objetivo es preservar la biodiversidad de la Mata atlántica.